# Сеанс одночасної гри

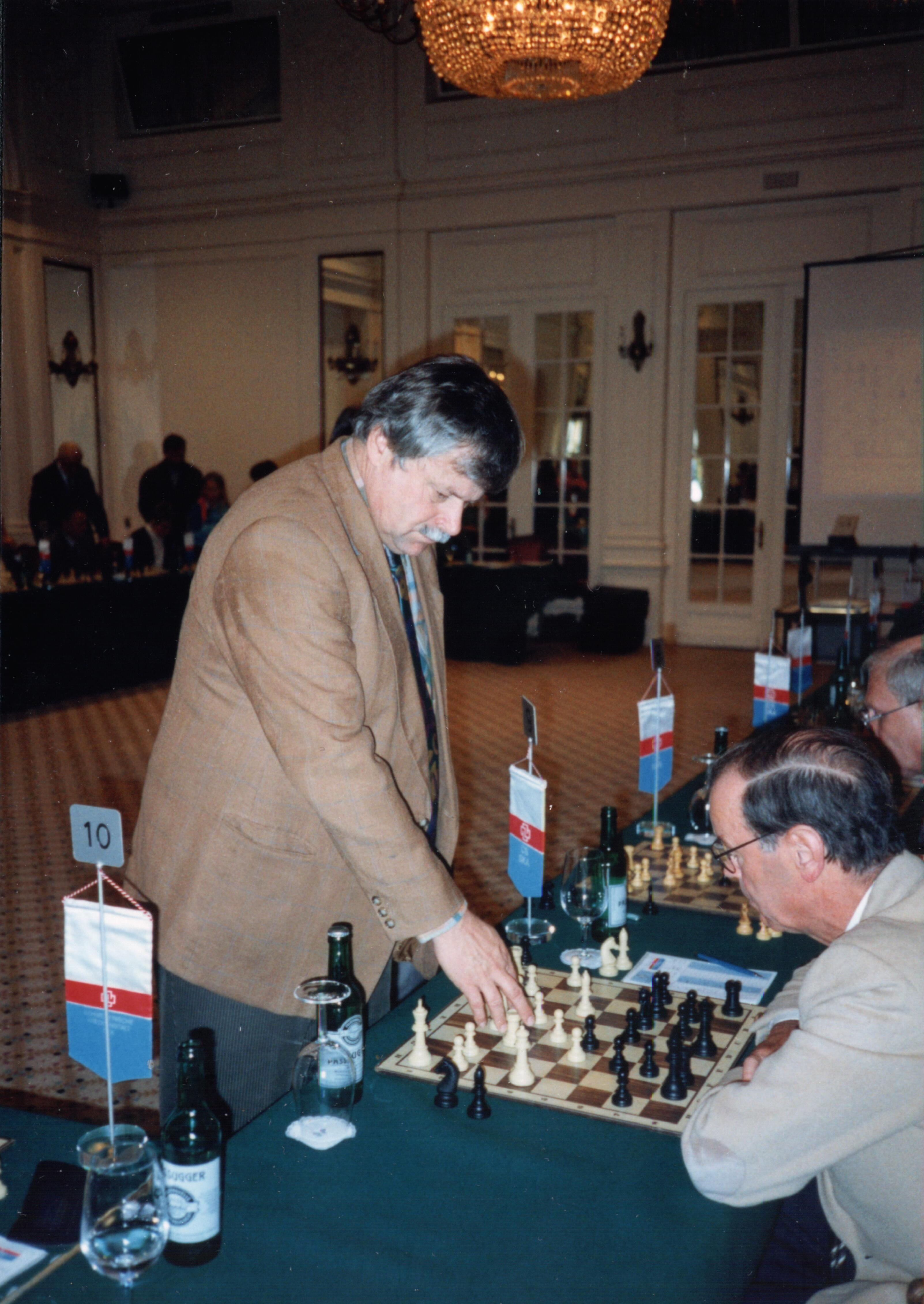
Гросмейстер Властіміл Горт проводить сеанс одночасної гри, 1997

Сеанс одночасної гри — вид масових шахових змагань, де шахіст(сеансер) одночасно грає проти кількох суперників. Зазвичай, сеансер грає усі партії білими.
Розрізняють такі сеанси:
- сеансер, зробивши хід переходить до іншої дошки, доки не закінчаться усі партії;
- безперервний сеанс — після закінчення будь-якої партії, на тій самій дошці починається інша партія. (Наприклад 400 партій на 20 дошках);
- сеанс з годинником — проводиться, зазвичай проти невеликої кількості шахістів (6-10), які грають з визначеним контролем часу (наприклад 2.5 годин на 40 ходів), у сеансера той же контроль часу, але на усі партії;
- сеанс не дивлячись на дошку — сеансер грає не дивлячись на дошку;
- альтернативний сеанс — два або кілька сеансерів роблять ходи по черзі;
- комбінований сеанс — сеансер грає на різних дошках у різні ігри (наприклад у шахи, російські або міжнародні шашки, доміно та ін).

## Види сеансів

### Звичайні сеанси
Одним з найталановитіших сеансерів 20 ст. вважається Х. Р. Капабланка, який протягом 40 років (з 26.10.1901 Гавана по 6.11.1941, Нью-Йорк) дав 491 сеанс, зіграв в них 13545 партій (+11912, −570, =1063; 92% очок) в тому числі в 1922 дав сеанс на 103 дошках (+102, −0, =1, Клівленд).
Інші рекордні сеанс: Маршалл: 155 партій (+126, −8, =21 Монреаль, 1922), Ліліенталь: 155 партій (Москва, 1935), Найдорф: 250 партій (+226, −10, =14, Сан-Паулу, 1950); Колтановсьский, 271 партія (+251, −3, =17, Сан-Франциско, 1949).

### Безперервні сеанси
Підсумки безперервних сеансів (гравець, що програв, поступається місцем іншому шахісту): Штальберг: 400 партій (+364, −22, =14, Буенос-Айрес, 1941), Горт 550 партій: (+477, −10, =63 Рейк'явік, 1977), Хуг: 560 партій (+385, −49, =126, Люцерн, 1979).

### Сеанси не дивлячись на дошку
У сеансах не дивлячись на дошку рекорд належить Флешу, який грав на 52 дошках (+31, −3, =18, Будапешт, 1960)

### Незвичайні сеанси
Історія шахів знає незвичайні сеанси: Алехіна на 50 дошках, за кожною з яких грало по 4 шахістів-консультантів (+30, −6, =14, Нью-Йорк, 1932); Капабланки на 66 дошках, по 5 консультантів за кожною дошкою (+46, −4, =16, Гавана, 1936. У 1976 році Таль дав сеанс по телетайпу найсильнішим шахістам Австралії на 8 дошках, який тривав 9 годин та закінчився з рахунком +4, −1, =3 на користь Таля. Нову форму сеансів запропонував Бронштейн, зігравший 2 так званих матчів-сеансів із Ваганяном та Талем, у яких гросмейстери грали на 4 та 8 дошках. Результати сеансів: Бронштейн — Ваганян 2:2 (Єреван, 1978); Бронштейн — Таль (Тбілісі, 1982).
Відомий комбінований сеанс не дивлячись на дошку Пільсбері: Пільсбері грав на 12 дошках у шахи, на 6 у міжнародні шашки та одну партію у віст.
У 1981 Карпов, Спаський, Унцікер та Гюбнер дали сеанс (кожен на 25 дошках) шаховим комп'ютерам, який закінчився з результатом 100:0 на користь гросмейстерів.